# Distrikt San Joaquín

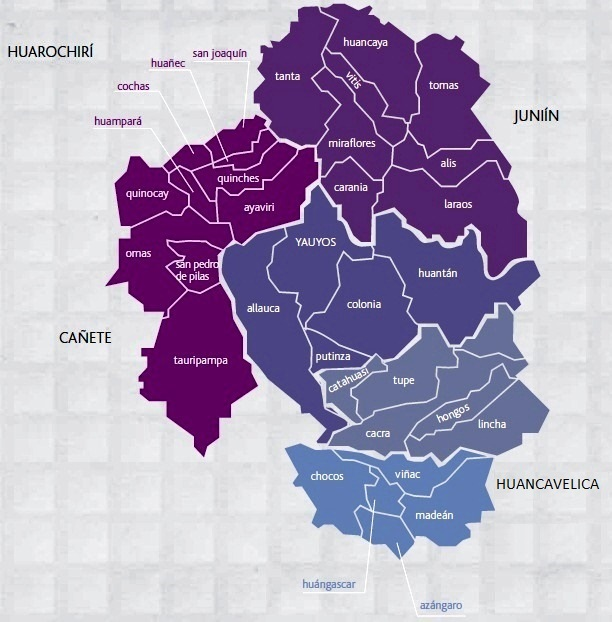
Karte der Provinz Yauyos

Der Distrikt San Joaquín liegt in der Provinz Yauyos in der Region Lima im zentralen Westen von Peru. Der Distrikt wurde am 11. Oktober 1954 gegründet. Er besitzt eine Fläche von 75,8 km². Beim Zensus 2017 lebten 185 Einwohner im Distrikt. Im Jahr 1993 lag die Einwohnerzahl bei 168, im Jahr 2007 bei 320. Die Distriktverwaltung befindet sich in der 2947 m hoch gelegenen Ortschaft San Joaquín mit 157 Einwohnern (Stand 2017). San Joaquín ist neben fünf Weilern der einzige Ort im Distrikt. Er befindet sich knapp 32 km nordwestlich der Provinzhauptstadt Yauyos.

## Geographische Lage
Der Distrikt San Joaquín befindet sich in der peruanischen Westkordillere im Nordwesten der Provinz Yauyos. Die Längsausdehnung in SW-NO-Richtung beträgt 15 km, die maximale Breite liegt bei 7,5 km. Der Distrikt erstreckt sich über das Flusstal des Río San Joaquín, ein rechter Nebenfluss des Río Quinches, und reicht im Nordosten bis zu einem 5200 m hohen Gebirgsmassiv.
Der Distrikt San Joaquín grenzt im Südwesten an den Distrikt Cochas, im Norden an den Distrikt San Lorenzo de Quinti (Provinz Huarochirí), im Osten an den Distrikt Tanta sowie im Süden an den Distrikt Huañec.